# Test Drive Unlimited Solar Crown
Test Drive Unlimited Solar Crown es un videojuego de carreras desarrollado por KT Racing y publicado por Nacon, que es lanzado para PlayStation 5, Xbox Series X|S, Nintendo Switch y Microsoft Windows. Es el vigésimo primer juego de la serie Test Drive, el primer título de la serie desde Test Drive: Ferrari Racing Legends de 2012 y el segundo reinicio de la sub-serie Unlimited de la franquicia de mundo abierto. Fue presentado el 3 de julio de 2020 en Twitter y fue revelado oficialmente durante el evento Nacon Connect el 7 de julio de 2020.
Inicialmente se anunció para PlayStation 4, PlayStation 5, Xbox One, Xbox Series X|S, Nintendo Switch y Microsoft Windows (Steam y Epic Games Store), aunque el desarrollo para PlayStation 4 y Xbox One se detendría, y los jugadores serían notificados en mayo de 2022. El 30 de mayo de 2024, Nacon revela la fecha de lanzamiento con el tráiler de fecha de lanzamiento y también el lanzamiento de versiones de pedido anticipado.
Test Drive Unlimited Solar Crown se lanzó para PlayStation 5, Microsoft Windows y Xbox Series X|S el 12 de septiembre de 2024, mientras que la fecha de lanzamiento de la versión para Nintendo Switch aún no se ha anunciado. A diferencia de sus dos versiones predecesores, en este reinicio requiere una conexión a Internet constante para jugar.

## Jugabilidad
Los jugadores podrán progresar como quieran (corriendo, navegando en línea, mejorando el estatus de su personaje) y el concepto clásico de campeonato abierto regresa con el torneo Solar Crown, junto con apuestas misteriosas. Se confirman las ventanas dinámicas, así como los indicadores interactivos, y el motor de física se basa en la serie WRC de Kylotonn (bajo la marca de KT Racing).
En la actualización del blog de mayo de 2022, se afirmó que un objetivo de los desarrolladores sería cumplir con las expectativas con respecto a los elementos básicos de la subserie Test Drive Unlimited, como comprar un automóvil en un concesionario, escuchar la radio mientras se conduce, bajar la capota cuando deja de llover, usar las señales de giro correctamente e incluso simplemente abrir las ventanas de los automóviles. La competencia Solar Crown, presentada por primera vez en Test Drive Unlimited 2, regresa en esta entrega.
El programa de carreras también incluye reuniones, misiones de transporte y convoyes. También están disponibles casinos, clubes nocturnos y azoteas, en las que se juega solo o con el círculo de confianza del jugador.

## Clanes
Además del torneo Solar Crown, se enfrentan dos clanes con diferentes visiones del mundo: los "Streets" y los "Sharps". Los jugadores se unirán a un clan e intentarán ascender en la jerarquía dentro de su clan, que como grupo intentará derrocar al otro clan e imponer su estilo en la ciudad.
Cada clan tiene su propio cuartel general para reunirse, celebrar victorias juntos y buscar nuevas misiones, con una zona "pública" a la que pueden acceder todos los jugadores, ya sean de Streets o de Sharps, además de una zona VIP que solo está abierta a los miembros del clan que hayan demostrado su lealtad. En esta zona, fuera de la vista de los no miembros, se celebran reuniones y se asignan misiones con el objetivo de desestabilizar el bando rival.

### Sharps
Los Sharps son un clan al que se describe como refinado y elegante y que ha privatizado el último piso y el balcón de un edificio de lujo en el Distrito Oeste, al oeste de la ciudad. En esta sede reina un ambiente más sobrio y sofisticado.

Los Sharps se consideran una clase elitista y se caracterizan por un marcado amor por la sofisticación y el lujo clásico. Como tradicionalistas, desprecian la extravagancia de las calles y su aparente falta de madurez. Los Sharps representan a esta "alta sociedad" con un estilo elegante y contemporáneo.

### Streets
Los Streets son un clan al que se describe como provocador y rebelde, con una cultura más underground y ambiente de discoteca. Se reúnen en un antiguo edificio que han ocupado para el torneo Solar Crown, situado en el distrito industrial de Wan Chai, en la parte centro-norte de la isla.

Los Streets no quieren mezclarse con la multitud y no les da ningún miedo demostrarlo. Para ellos, el éxito es sinónimo de causar una buena impresión y de ir a contracorriente. Provocadores y a veces extremadamente provocadores, se burlan del estilo tradicional y conservador de los Sharps. Los Streets están marcados por una cultura callejera mucho más underground y extravagante.

## Entorno
El juego cuenta con una recreación 1:1 de la isla de Hong Kong como se revela en el avance de Nacon Connect, y se realiza en el marco y modelo de manejo de WRC 8. A diferencia de sus dos predecesores tanto de Oahu como de Ibiza, la carretera estará en el volante a la derecha, una novedad en la serie desde las representaciones de Tokio y Londres en Test Drive Overdrive: The Brotherhood of Speed.
En mayo de 2022, durante una actualización del blog, los desarrolladores declararon que el objetivo sería hacer la isla de Hong Kong con 550 km de carreteras, aunque un año después, en la publicación Solar Club Letter #2 se declaró que el mapa estaría compuesto por más de 600 km (370 millas) de carreteras, recreadas a partir de la isla real pero con ligeros rediseños para ajustes de juego así como para aumentar las opciones de exploración.
Con un ciclo de día y noche con fases diferenciadas para el amanecer, el día, la tarde y la noche, la isla de Hong Kong está dividida en 14 distritos, cada uno con actividades, eventos y objetos para encontrar y coleccionar.
En diversas áreas como concesionarios y talleres, los jugadores pueden mover su avatar, que sirve como lugar de encuentro con otros jugadores. También hay estaciones de servicio disponibles, que sirven para restaurar el estado del vehículo.

### Solar Hotel
Construido por los organizadores del Solar Crown, el Solar Hotel está situado en el Victoria Park de la isla de Hong Kong y es una enorme torre que sirve como zona principal de competición y también como residencia de los jugadores. El acceso a las suites más lujosas está reservado para los clientes más prestigiosos.

### Concesionarios
Se pueden encontrar catorce concesionarios en toda la isla de Hong Kong donde los jugadores pueden comprar sus vehículos.
Dos marcas icónicas tienen concesionarios dedicados a sus marcas: Lamborghini y Ferrari, mientras que el resto son concesionarios especializados, cada uno de los cuales ofrece una selección de diferentes marcas.
Antes de entregar las llaves, los concesionarios ofrecen a los jugadores la opción de probar el coche deseado, admirar el exterior y el interior, abrir las puertas, probar la bocina, encender el motor, ver sus especificaciones y personalizar detalles, incluidos detalles oficiales como la pintura, el interior y las llantas.

### Talleres de Solar Crown
Los talleres de Solar Crown son lugares en los que los jugadores tienen acceso a la personalización de vehículos, con modificaciones visuales y de rendimiento disponibles.
Las modificaciones están disponibles según el nivel de reputación del jugador, lo que permite acceder a opciones de ajuste cada vez más precisas. Además, los vínculos con los Sharps y Streets también desbloquean opciones únicas que son específicas de cada clan.
La gama de modificaciones de rendimiento incluye suspensiones, caja de cambios, hasta la configuración completa del motor, aunque las características técnicas se han centrado en categorías como potencia, tracción, aceleración y frenado. En total, hay trece piezas de rendimiento personalizables en seis categorías para los coches con motor de combustión y doce piezas de rendimiento personalizables en seis categorías para los coches eléctricos.
Las modificaciones visuales incluyen el editor de diseños con opciones de pintura como trabajos de pintura metalizada, mate, perlada y cromada, así como varias pegatinas y calcomanías para crear diseños únicos.

## Vehículos
El juego presenta populares autos deportivos (como Bugatti, Koenigsegg y Aston Martin) y algunos autos clásicos seleccionados (como AC Cars). Lamborghini y Maserati hacen sus grandes reapariciones en el juego desde el Test Drive Unlimited original, aunque también regresan varios fabricantes, como Ford y Ferrari. Al igual que en los juegos anteriores, cada automóvil está disponible en sus respectivos concesionarios y los jugadores pueden elegir varios detalles al comprar su nuevo vehículo, incluidas las ruedas, el color de la carrocería y el color del interior.
Los coches se agrupan en cinco categorías: Daily Driver (D), Grand Tourer (G), Cross-Country (C), Supercar (S) e Hypercar (H).

### Lista de automóviles
- Abarth 500
- AC Shelby Cobra 427
- Alfa Romeo 4C Coupe
- Alfa Romeo 4C Spyder
- Alfa Romeo 8C Competizione
- Alfa Romeo 8C Spyder
- Alfa Romeo MiTo QV
- Alpine A110 (modelo de 1973)
- Alpine A110 Légende
- Apollo Intensa Emozione
- Aston Martin DB11
- Aston Martin Vantage
- Aston Martin Vulcan
- Aston Martin Valour (mediante la actualización de la temporada 3)
- Audi Q7 V12 TDI Quattro
- Audi R8 Green Hell
- Audi R8 RWD Panther Edition
- Audi R8 V10 Decennium Coupe
- Audi R8 V10 RWS
- Audi R8 Spyder V10 RWS (Silver Sharps Pack)
- Audi RS e-tron GT
- Audi TT RS
- Bentley  Continental GTT
- BMW i8 Roadster
- BMW M4 Competition
- Bugatti Chiron
- Bugatti Chiron Sport
- Bugatti Chiron Sport 110 Ans
- Bugatti Veyron 16.4
- Bugatti Veyron 16.4 Super Sport
- Caterham CSR 260
- Chevrolet Corvette C1
- Chevrolet Corvette C8
- Chevrolet Corvette ZR1
- Chevrolet Camaro ZL1 1LE (Solar Gold Pack)
- Citroën 2CV
- Dodge Challenger SRT Hellcat
- Dodge Viper GTS
- DeLorean DMC-12 (mediante la actualización de la temporada 3)
- Ferrari 250 GTO
- Ferrari 308 GTS Quattrovalvole
- Ferrari 488 Pista
- Ferrari 812 Superfast
- Ferrari Dino 246 GTS
- Ferrari Enzo
- Ferrari F40
- Ferrari F430 Scuderia Spyder
- Ferrari FXX-K Evo
- Ferrari Portofino
- Ferrari LaFerrari Aperta (mediante la actualización de la temporada 3)
- Ford F-150 Raptor
- Ford GT
- Ford GT (modelo de primera generación) (bonificación pro-reserva)
- Ford GT Carbon Series
- Ford GT Heritage Edition
- Ford GT Heritage Edition 66
- Ford GT40 Mk. 1
- Ford Mustang GT
- Ford Mustang GT Fastback
- Ford Shelby GT350R
- Ford Shelby GT500
- Jaguar D-Type
- Jaguar E-Type
- Jaguar F-Type SWR (Silver Sharps Pack)
- Koenigsegg Agera RS
- Koenigsegg Regera
- Lamborghini Aventador SVJ
- Lamborghini Centenario LP 770-4
- Lamborghini Countach LP400
- Lamborghini Countach LPI 800-4
- Lamborghini Huracán Performante
- Lamborghini Huracán Fluo Capsule
- Lamborghini Miura P400SV
- Lamborghini Urus
- Lancia Delta HF Integrale Evoluzione
- Lancia Stratos
- Land Rover Range Rover (Silver Streets Pack)
- Lotus Emira
- Lotus Evija
- Lotus Evora GT430 Sport
- Lotus Exige Cup 380
- Maserati MC20 (Solar Gold Pack)
- McLaren 570S
- McLaren 720S
- McLaren MP4-12C
- Mercedes-AMG GTR
- Mercedes-Benz 300 SL Gullwing
- Mercedes-Benz G65 AMG Black Series
- Mercedes-Benz SL65 AMG Black Series
- Mercedes-Benz SLK55 AMG
- Mercedes-Benz SLS AMG (Silver Streets Pack)
- Mini John Cooper Works GP
- Nissan 370Z
- Nissan GT-R
- Pininfarina Battista (bonificación de primer rango)
- Porsche 911 Carrera
- Porsche 911 R
- Porsche 918 Spyder
- Porsche Cayenne Turbo
- Porsche Taycan Turbo S Cross Turismo
- Shelby Cobra Daytona Coupe
- Sientero Reinita (Buggy V8)
- Volkswagen Beetle 1303 S
- Volkswagen Beetle Baja
- W Motors Lykan HyperSport

## Desarrollo
En diciembre de 2016 se informó que el editor francés  Bigben Interactive (ahora llamado Nacon) adquirió la propiedad intelectual Test Drive de Atari, con planes de reiniciar la franquicia. En 2018, Bigben anunció la adquisición del desarrollador de juegos francés Kylotonn, con Roman Vincent, presidente de Kylotonn, sugiriendo que estaban trabajando en la próxima entrega de Test Drive.
En abril de 2020, Nacon presentó una marca a la Oficina de Propiedad Intelectual para Test Drive Solar Crown, las dos últimas palabras se refieren a la Solar Crown serie de competición de carreras en el universo presentado en Test Drive Unlimited 2 de 2011.
El 3 de julio de 2020, la cuenta oficial de  Test Drive  Twitter tuiteó un videoclip de doce segundos de un logotipo en forma de corona con las letras "SC" en su forma, anunciando una revelación completa durante el video evento Nacon Connect el 7 de julio. El director del juego Guillaume Guinet declaró que el proyecto comenzó en 2016 y que la producción comenzó en 2018. [ 16 ] Según Guinet, explicó que Test Drive Unlimited Solar Crown pretende competir con la serie Forza, la serie The Crew y Grand Theft Auto VI (el próximo juego de la serie Grand Theft Auto).
El juego se anunció oficialmente en esa fecha durante el evento con un avance de 25 segundos, con Kylotonn (bajo su marca KT Racing) en desarrollo. Basado en el texto de copyright al final del video, el juego presentó vehículos de (entre otros que se anunciarán) Bugatti, Dodge, Ferrari, Koenigsegg, Lamborghini y Porsche.
El director creativo Alain Jarniou, que trabajó en los dos primeros juegos de Test Drive Unlimited, declaró en el video de Nacon Connect que Unlimited Solar Crown solo ha estado en desarrollo durante "varios meses" en ese momento. En abril de 2021, Nacon publicó un segundo avance que confirmó que el juego se lanzará para Microsoft Windows (a través de Steam y la Epic Games Store), PlayStation 4, PlayStation 5, Nintendo Switch, Xbox One y Xbox Series X/S, con un nuevo avance que se lanzará en julio de 2021. El tráiler muestra un Aston Martin DB11 y un Land Rover Range Rover SVR personalizado, junto con las manos de un conductor masculino y una conductora conduciendo esos vehículos respectivos y apostando en un casino, lo que indica que volverá la función de casino que se encontraba en los juegos anteriores de Test Drive Unlimited. El tráiler también muestra los llaveros de varios vehículos, incluidos los de Audi, Bentley y Mercedes-Benz, colocados en un bote, lo que indica que los jugadores pueden apostar por vehículos en el juego. La página de Steam del juego también se actualizó para confirmar que Apollo estará entre las marcas de automóviles que aparecen en el juego.
En mayo de 2024, la cuenta oficial de YouTube de Nacon anunció la fecha de lanzamiento del juego el 12 de septiembre de 2024. Al mes siguiente, se publicó la versión beta en Steam. El 29 de agosto de 2024, Nacon y KT Racing anunciaron que la segunda temporada del juego incluirá la ciudad española de Ibiza, que apareció anteriormente junto con el resto de la isla de Ibiza en Test Drive Unlimited 2 y que estará disponible el 24 de diciembre de 2024.